# RJ Mitte
RJ Mitte, all'anagrafe Roy Frank Mitte III (Jackson, 21 agosto 1992), è un attore statunitense.
È noto soprattutto per il ruolo di Walter "Flynn" White Jr. nella serie AMC Breaking Bad.

## Biografia
Mitte nacque a Jackson, nel Mississippi con un cesareo di emergenza, dato che non riusciva a respirare, così si evitò che riportasse danni permanenti al cervello. Fu adottato poche settimane dopo da Roy Frank Mitte Jr. e Dyna Mitte, che in seguito si separarono. All'età di tre anni gli fu diagnosticata una paralisi cerebrale, per cui venne sottoposto ad una impegnativa riabilitazione nel tentativo di farlo camminare.
Per la maggior parte della sua infanzia fu costretto ad utilizzare stampelle e tutori. Tuttavia con il tempo, il suo corpo divenne più forte attraverso lo sport e l'esercizio fisico e non ebbe così più bisogno di dispositivi ausiliari. Nel 2006, si trasferì con la sua famiglia a Los Angeles, dove la sorella minore Lacianne Carriere ricevette un ruolo in un film.

## Carriera
Seguì l'esempio della sorella, così, dopo aver ricevuto diversi ruoli marginali, tra cui la serie Disney Channel Hannah Montana, decise di prendere lezioni di recitazione, aiutato da Addison Witt, talent manager personale. Insieme, cercarono, tra gli studi di Hollywood, opportunità di recitazione nella quale la sua disabilità avrebbe potuto servire per sensibilizzare il pubblico. Questo impegno lo condusse ad un provino per il ruolo di Walter White Jr. nella serie, AMC Breaking Bad, il cui stesso personaggio era affetto da paralisi cerebrale. Nel corso del 2013, al Media Access Awards, Mitte ricevette il SAG-AFTRA Harold Russell Award per la recitazione del personaggio di Walter White, Jr. , presentando l'omonimo al Diversity Award, l'attore non udente, Ryan Lane. La Screen Actors Guild lo ha nominato portavoce degli attori con disabilità, rappresentante dell' "Inclusion in the Arts and Media of Performers with Disabilities", associazione che impiega artisti con disabilità.
Nel 2011 ha recitato nel breve film horror, Stump. Nello stesso anno, ha lavorato come produttore esecutivo al documentario, Vanished: The Tara Calico Story, una storia che racconta la scomparsa di Tara Calico. Nel 2012 Mitte è stato scelto per il film thriller, House of Last Things.
Nel 2013, è apparso nel video musicale, Dead Bite del gruppo rapcore, Hollywood Undead. Nel gennaio 2014, venne scritturato per ricoprire un ruolo ricorrente nella serie drammatica della ABC Family, Switched at Birth, per interpretare Campbell, uno studente paralizzato a causa di un incidente di snowboard, poi costretto a vivere su una sedia a rotelle. Il 14 luglio 2016, è stata annunciata la sua partecipazione, su Channel 4, ai giochi Giochi Paralimpici di Rio 2016.
Produrrà e reciterà nel film Wildflowers, insieme a sua sorella adolescente, Lacianne Carriere. Sta anche lavorando come produttore per un documentario intitolato, The Kids of Widney High. In futuro spera di cimentarsi anche nella regia.

## Filmografia

### Cinema
- Stump, regia di Alex Gianopoulos e Dennis Muscari – cortometraggio (2011)
- House of Last Things, regia di Michael Bartlett (2012)
- Who's Driving Doug, regia di David Conley (2015)
- Dixieland, regia di Hank Bedford (2015)
- The Recall, regia di Mauro Borrelli (2017)
- Time Share, regia di Sebastián Hofmann (2018)
- The Oak Room, regia di Cody Calahan (2020)

### Televisione
- Hannah Montana – serie TV, episodio 1x23 (2007)
- Breaking Bad – serie TV, 53 episodi (2008-2013)
- Vegas – serie TV, episodio 1x11 (2013)
- Switched at Birth - Al posto tuo (Switched at Birth) – serie TV, 9 episodi (2014)
- On Hiatus with Monty Geer – serie TV, episodio 2x08 (2017)
- Chance – serie TV, episodio 2x05 (2017)
- Now Apocalypse – serie TV, episodi 1x05-1x09 (2019)
- The Guardians of Justice – serie TV, 7 episodi (2022)

### Doppiaggio
- Robot Chicken - serie animata, ep. 8x18 (2016)

### Videoclip
- Hollywood Undead – Dead Bite
- Nothing but Thieves – If I Get High
- 3 Doors Down – In The Dark

## Doppiatori italiani
Nelle versioni in italiano delle opere in cui ha recitato, RJ Mitte è stato doppiato da:
- Fabrizio De Flaviis in Breaking Bad
- Simone Veltroni in The Recall
- Matteo Garofalo in The Guardians of Justice